# Colònia de Son Mendívil
La Colònia de Son Mendívil fou una colònia agrícola creada a la possessió de Son Mendívil de Dalt, a Llucmajor (Mallorca) el 26 d'agost de 1876 pel propietari Antoni de Mendívil i Borreguero, militar d'alta graduació, basant-se en la Llei de Colònies Agrícoles i Poblacions Rurals del 3 de juny de 1868. Aquesta llei, per atreure els pobladors, donava beneficis, com ara l'exempció de tributs i del servei militar, cosa, aquesta darrere d'un gran atractiu, en uns anys turbulents per les guerres interiors i d'ultramar (Cuba i Filipines). L'objectiu de la colònia era millorar i intensificar l'explotació de la possessió.
Els primers anys d'existència anà en creixement i s'hi arribaren a traslladar 23 famílies de diversos indrets de Mallorca. Però a finals del segle xix entrà en decadència i no es consolidà. El 1898 només hi quedaven tres cases habitades. Actualment es troba en runes.